# Alpine A106
Alpine A106 — спортивний автомобіль компанії Alpine 1955–1961 років, який спроектував Жан Редле. Це була його перша розробка, що пішла у серійне виробництво. Авто збирали повністю вручну і могли проводити налаштування під замовника. Виготовлялась модифікація Alpine A106 Mille Miles для участі у перегонах на витривалість. Було вироблено 251 авто.

## Конструкція
Жан Редле розробив три прототипи спортивного авто (1952–1954). Другий прототип було продано у США, але серійне виробництво на його базі «Marquis» не розпочалось. Після цього вирішили розробити власну модель з пластиковим кузовом. З технічної допомоги Renault 1955 було виготовлено три прототипи Alpine A106 Mille Miles. Того ж року Жан Редле заснував компанію Société des Automobiles Alpine у Дєпі, розпочавши виготовлення моделі А106 з використанням вузлів Renault Frégate, Renault Dauphine.

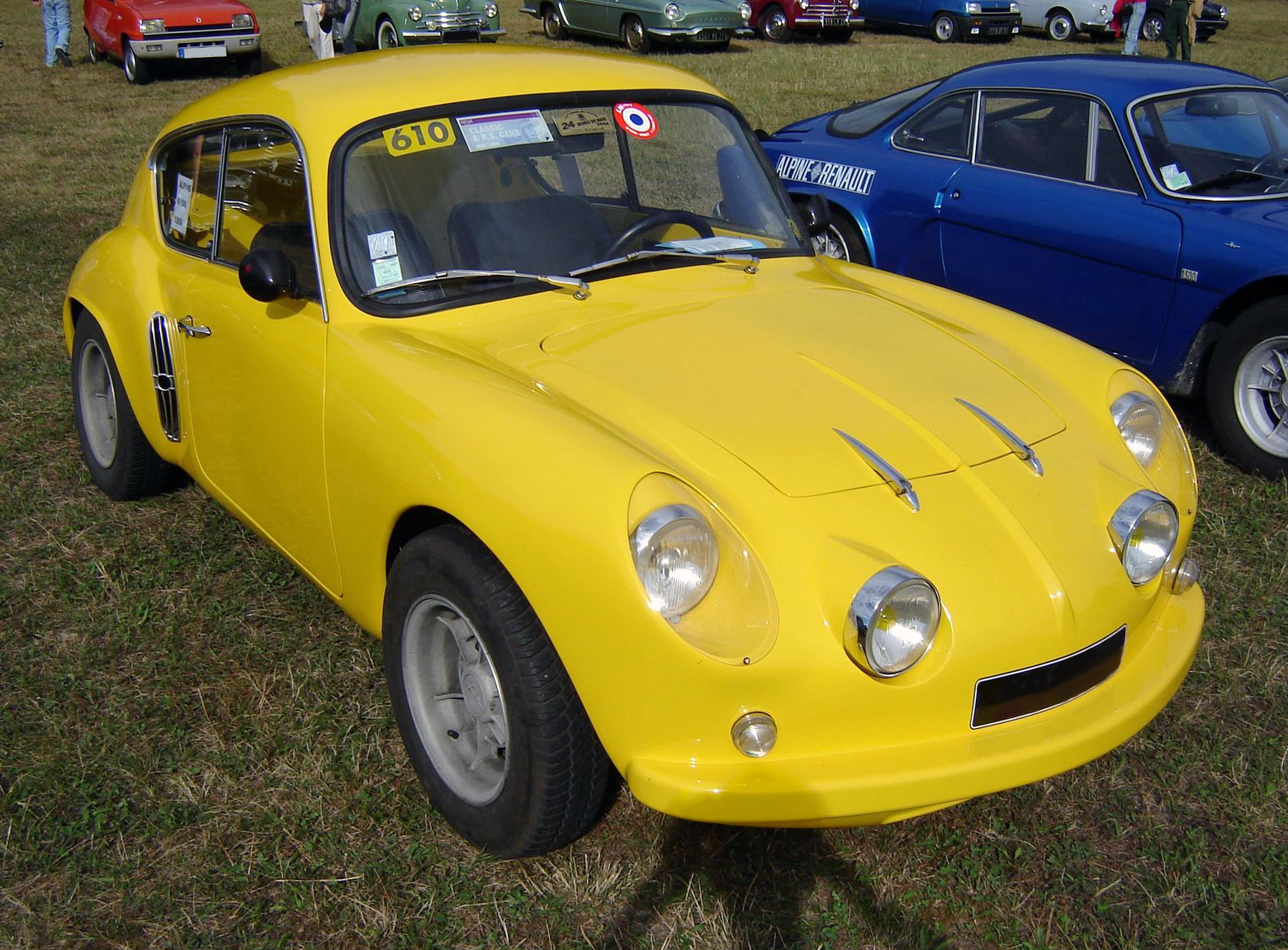
Alpine A106. 1958

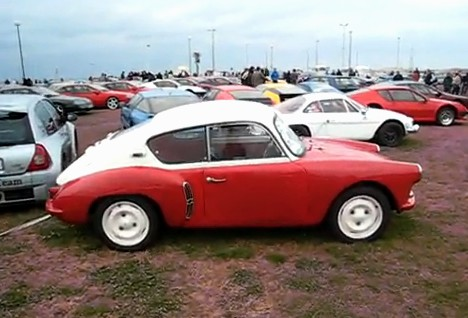
Alpine A106. 1957

У 1956 Alpine A106 переміг у перегонах Mille Miglia. Модель з пластиковим кузовом презентували 1956 на Паризькому автосалоні. 1957 випустили Alpine A106 з кузовом кабріолет дизайну Джованні Мікелотті. З 1958 на базі А106 розпочали виготовлення А108.